# Arnau Tenas
Arnau Tenas (Vic, 30 maggio 2001) è un calciatore spagnolo, portiere del  Paris Saint-Germain.

## Carriera

### Club

#### Gli inizi e l'esperienza al Barcellona
Inizia a giocare come portiere all'età di 3 anni, iniziando con la sua squadra locale, il Vic Riuprimer. È entrato a far parte de La Masia nel 2015 e si è fatto strada nelle categorie giovanili. Il 30 marzo 2019, ha esordito con il Barcellona B nella match di Segunda División B contro il Teruel, vinta per 2-1.
Il 27 giugno 2020 il Tenas ha prolungato il contratto con il Barcellona , mantenendolo al club fino a giugno 2023 con una clausola rescissoria di 100 milioni di euro. Pochi giorni dopo riceve la sua prima convocazione con la prima squadra del Barcellona, l'11 luglio 2020, nella sfida contro il Real Valladolid (1-0). Il 17 aprile 2021, vince il suo primo trofeo in carriera, grazie alla vittoria per 4-0 contro l'Athletic Bilbao in finale di Coppa del Re. Nella stagione 2022-2023, seppur senza mai scendere in campo, vince La Liga con il Barcellona, la 27° della sua storia. A fine stagione decide di non rinnovare il contratto, rimanendo svincolato.

#### Paris Saint-Germain
Il 30 luglio 2023, viene ufficializzato il suo passaggio al Paris Saint-Germain, con il quale firma un contratto triennale. Debutta con il club parigino il 3 dicembre successivo, a seguito dell'espulsione di Donnarumma, nel match esterno di Ligue 1 contro il Le Havre (0-2). Debutta da titolare la partita successiva, vinta per 2-1 contro il Nantes. Conclude la sua prima stagione nella capitale francese con 6 presenze e 7 reti subite.

### Nazionale

#### Nazionali giovanili
Il 19 ottobre 2017, debutta con la Spagna Under-17 contro il Liechtenstein (3-0), nella sfida valida per le qualificazioni all'Europeo Under-17 2018, dove gioca da titolare tutte le partite, venendo eliminati ai quarti di finale contro il Belgio (2-1). Con la Nazionale Under-18, disputa una sola partita il 20 novembre 2018 in amichevole contro la Cina (7-1).
Fa il suo esordio con la Nazionale Under-19, il 12 febbraio 2019 nella vittoria contro l'Azerbaijan per 2-0. Nel luglio del 2019 prende parte al campionato europeo di categoria in Armenia, disputando tutte le partite, battendo in finale il Portogallo per 2-0. Dopo il successo europeo, disputa altre cinque partite tutte con la fascia di capitano al braccio.
Il 3 settembre 2021, fa il suo debutto con la Nazionale Under-21 contro la Russia (4-1), sfida valevole per le qualificazioni all'Europeo Under-21 2023 in Georgia e Romania, dove Tenas disputa cinque partite su sei, compresa la finale persa per 1-0 contro l'Inghilterra.

#### Nazionale Olimpica
Nell'estate del 2024 viene convocato dal CT Santiago Denia per le Olimpiadi di Parigi. Debutta il 24 luglio nella prima partita della fase a girone vinta per 2-1 contro l'Uzbekistan. Viene schierato anche nella partita successiva , quattro giorni più tardi, vinta 3-1 contro la Repubblica Dominicana assicurandosi la qualificazione. Torna in campo nei quarti di finale vinti per 3-0 contro il Giappone. Arrivati alle semifinali, riescono a sconfiggere anche il Marocco per 2-1. Nella finale giocata contro i padroni di casa della Francia, dopo aver commesso un errore nel primo gol degli avversari, serve nell'ultimo minuto dei supplementari l'assist a Sergio Camello per il definitivo 5-3 della Spagna, vincendo le Olimpiadi..
Per lui un totale di 480 minuti, risultando il giocatore con più minutaggio alla pari con Eric Garcia e dietro solo a Sergio Gómez Martín con 523'.

#### Nazionale maggiore
Il 26 marzo 2022, Tenas viene convocato per la prima volta con la nazionale maggiore, in sostituzione di Robert Sánchez per la sfida contro l'Islanda (5-0).

## Statistiche

### Presenze e reti nei club
Statistiche aggiornate al 15 febbraio 2025.
| Stagione                   | Squadra                    | Campionato                 | Campionato | Campionato | Coppe nazionali | Coppe nazionali | Coppe nazionali | Coppe continentali | Coppe continentali | Coppe continentali | Altre coppe | Altre coppe | Altre coppe | Totale | Totale |
| Stagione                   | Squadra                    | Comp                       | Pres       | Reti       | Comp            | Pres            | Reti            | Comp               | Pres               | Reti               | Comp        | Pres        | Reti        | Pres   | Reti   |
| -------------------------- | -------------------------- | -------------------------- | ---------- | ---------- | --------------- | --------------- | --------------- | ------------------ | ------------------ | ------------------ | ----------- | ----------- | ----------- | ------ | ------ |
| 2018-2019                  | Barcellona B               | SDB                        | 1          | -1         | -               | -               | -               | -                  | -                  | -                  | -           | -           | -           | 1      | -1     |
| 2019-2020                  | Barcellona B               | SDB                        | 0          | 0          | -               | -               | -               | -                  | -                  | -                  | -           | -           | -           | 0      | 0      |
| 2020-2021                  | Barcellona B               | SDB                        | 9          | -10        | -               | -               | -               | -                  | -                  | -                  | -           | -           | -           | 9      | -10    |
| 2021-2022                  | Barcellona B               | PF                         | 18         | -21        | -               | -               | -               | -                  | -                  | -                  | -           | -           | -           | 18     | -21    |
| 2022-2023                  | Barcellona B               | PF                         | 30         | -27        | -               | -               | -               | -                  | -                  | -                  | -           | -           | -           | 30     | -27    |
| Totale Barcellona B        | Totale Barcellona B        | Totale Barcellona B        | 58         | -59        |                 | -               | -               |                    | -                  | -                  |             | -           | -           | 58     | 59     |
| 2019-2020                  | Barcellona                 | PD                         | 0          | 0          | CR              | -               | -               | UCL                | -                  | -                  | SS          | -           | -           | 0      | 0      |
| 2020-2021                  | Barcellona                 | PD                         | 0          | 0          | CR              | 0               | 0               | UCL                | 0                  | 0                  | SS          | -           | -           | 0      | 0      |
| 2021-2022                  | Barcellona                 | PD                         | 0          | 0          | CR              | 0               | 0               | UCL+UEL            | - + 0              | 0                  | SS          | -           | -           | 0      | 0      |
| 2022-2023                  | Barcellona                 | PD                         | 0          | 0          | CR              | 0               | 0               | UCL+UEL            | 0                  | 0                  | SS          | 0           | 0           | 0      | 0      |
| Totale Barcellona          | Totale Barcellona          | Totale Barcellona          | 0          | 0          |                 | 0               | 0               |                    | 0                  | 0                  |             | 0           | 0           | 0      | 0      |
| 2023-2024                  | Paris Saint-Germain        | L1                         | 6          | -7         | CF              | 0               | 0               | UCL                | 0                  | 0                  | SF          | -           | -           | 6      | -7     |
| 2024-2025                  | Paris Saint-Germain        | L1                         | 0          | 0          | CF              | 1               | -2              | UCL                | 0                  | 0                  | SF+Cmc      | 0           | 0           | 1      | -2     |
| Totale Paris Saint-Germain | Totale Paris Saint-Germain | Totale Paris Saint-Germain | 6          | -7         |                 | 1               | -2              |                    | 0                  | 0                  |             | 0           | 0           | 7      | -9     |
| Totale carriera            | Totale carriera            | Totale carriera            | 64         | -66        |                 | 1               | -2              |                    | 0                  | 0                  |             | 0           | 0           | 65     | -68    |

### Cronologia presenze in nazionale
| Cronologia completa delle presenze e delle reti in nazionale ― Spagna Olimpica | Cronologia completa delle presenze e delle reti in nazionale ― Spagna Olimpica | Cronologia completa delle presenze e delle reti in nazionale ― Spagna Olimpica | Cronologia completa delle presenze e delle reti in nazionale ― Spagna Olimpica | Cronologia completa delle presenze e delle reti in nazionale ― Spagna Olimpica | Cronologia completa delle presenze e delle reti in nazionale ― Spagna Olimpica | Cronologia completa delle presenze e delle reti in nazionale ― Spagna Olimpica | Cronologia completa delle presenze e delle reti in nazionale ― Spagna Olimpica |
| Data                                                                           | Città                                                                          | In casa                                                                        | Risultato                                                                      | Ospiti                                                                         | Competizione                                                                   | Reti                                                                           | Note                                                                           |
| ------------------------------------------------------------------------------ | ------------------------------------------------------------------------------ | ------------------------------------------------------------------------------ | ------------------------------------------------------------------------------ | ------------------------------------------------------------------------------ | ------------------------------------------------------------------------------ | ------------------------------------------------------------------------------ | ------------------------------------------------------------------------------ |
| 24-7-2024                                                                      | Parigi                                                                         | Uzbekistan olimpica                                                            | 1 – 2                                                                          | Spagna olimpica                                                                | Olimpiadi 2024 - 1º turno                                                      | -1                                                                             |                                                                                |
| 27-7-2024                                                                      | Bordeaux                                                                       | Rep. Dominicana olimpica                                                       | 1 – 3                                                                          | Spagna olimpica                                                                | Olimpiadi 2024 - 1º turno                                                      | -1                                                                             |                                                                                |
| 2-8-2024                                                                       | Décines-Charpieu                                                               | Giappone olimpica                                                              | 0 – 3                                                                          | Spagna olimpica                                                                | Olimpiadi 2024 - Quarti di finale                                              | -                                                                              |                                                                                |
| 5-8-2024                                                                       | Marsiglia                                                                      | Marocco olimpica                                                               | 1 – 2                                                                          | Spagna olimpica                                                                | Olimpiadi 2024 - Semifinale                                                    | -1                                                                             | 37’                                                                            |
| 9-8-2024                                                                       | Parigi                                                                         | Francia olimpica                                                               | 3 – 5 dts                                                                      | Spagna olimpica                                                                | Olimpiadi 2024 - Finale                                                        | -3                                                                             |                                                                                |
| Totale                                                                         |                                                                                | Presenze                                                                       | 5                                                                              |                                                                                | Reti                                                                           | -6                                                                             |                                                                                |

| Cronologia completa delle presenze e delle reti in nazionale ― Spagna under 21 | Cronologia completa delle presenze e delle reti in nazionale ― Spagna under 21 | Cronologia completa delle presenze e delle reti in nazionale ― Spagna under 21 | Cronologia completa delle presenze e delle reti in nazionale ― Spagna under 21 | Cronologia completa delle presenze e delle reti in nazionale ― Spagna under 21 | Cronologia completa delle presenze e delle reti in nazionale ― Spagna under 21 | Cronologia completa delle presenze e delle reti in nazionale ― Spagna under 21 | Cronologia completa delle presenze e delle reti in nazionale ― Spagna under 21 |
| Data                                                                           | Città                                                                          | In casa                                                                        | Risultato                                                                      | Ospiti                                                                         | Competizione                                                                   | Reti                                                                           | Note                                                                           |
| ------------------------------------------------------------------------------ | ------------------------------------------------------------------------------ | ------------------------------------------------------------------------------ | ------------------------------------------------------------------------------ | ------------------------------------------------------------------------------ | ------------------------------------------------------------------------------ | ------------------------------------------------------------------------------ | ------------------------------------------------------------------------------ |
| 3-9-2021                                                                       | Almendralejo                                                                   | Spagna under 21                                                                | 4 – 1                                                                          | Russia under 21                                                                | Qual. Europeo Under-21 2023                                                    | -1                                                                             |                                                                                |
| 7-9-2021                                                                       | Vilnius                                                                        | Lituania under 21                                                              | 0 – 2                                                                          | Spagna under 21                                                                | Qual. Europeo Under-21 2023                                                    | -                                                                              |                                                                                |
| 25-3-2022                                                                      | Talavera de la Reina                                                           | Spagna under 21                                                                | 8 – 0                                                                          | Lituania under 21                                                              | Qual. Europeo Under-21 2023                                                    | -                                                                              |                                                                                |
| 3-6-2022                                                                       | Larne                                                                          | Irlanda del Nord under 21                                                      | 0 – 6                                                                          | Spagna under 21                                                                | Qual. Europeo Under-21 2023                                                    | -                                                                              |                                                                                |
| 22-9-2022                                                                      | Cluj-Napoca                                                                    | Romania under 21                                                               | 1 – 4                                                                          | Spagna under 21                                                                | Amichevole                                                                     | -1                                                                             |                                                                                |
| 18-11-2022                                                                     | Siviglia                                                                       | Spagna under 21                                                                | 2 – 0                                                                          | Giappone under 21                                                              | Amichevole                                                                     | -                                                                              |                                                                                |
| 28-3-2023                                                                      | Vannes                                                                         | Francia under 21                                                               | 0 – 0                                                                          | Spagna under 21                                                                | Amichevole                                                                     | -                                                                              |                                                                                |
| 13-6-2023                                                                      | Las Rozas de Madrid                                                            | Spagna under 21                                                                | 1 – 1                                                                          | Messico under 21                                                               | Amichevole                                                                     | -1                                                                             |                                                                                |
| 21-6-2023                                                                      | Bucarest                                                                       | Romania under 21                                                               | 0 – 3                                                                          | Spagna under 21                                                                | Europeo Under-21 2023 - 1º turno                                               | -                                                                              |                                                                                |
| 24-6-2023                                                                      | Bucarest                                                                       | Spagna under 21                                                                | 1 – 0                                                                          | Croazia under 21                                                               | Europeo Under-21 2023 - 1º turno                                               | -                                                                              |                                                                                |
| 1-7-2023                                                                       | Bucarest                                                                       | Spagna under 21                                                                | 2 – 1                                                                          | Svizzera under 21                                                              | Europeo Under-21 2023 - Quarti di finale                                       | -1                                                                             |                                                                                |
| 5-7-2023                                                                       | Bucarest                                                                       | Spagna under 21                                                                | 5 – 1                                                                          | Ucraina under 21                                                               | Europeo Under-21 2023 - Semifinale                                             | -1                                                                             |                                                                                |
| 8-7-2023                                                                       | Batumi                                                                         | Inghilterra under 21                                                           | 1 – 0                                                                          | Spagna under 21                                                                | Europeo Under-21 2023 - Finale                                                 | -1                                                                             |                                                                                |
| Totale                                                                         |                                                                                | Presenze                                                                       | 13                                                                             |                                                                                | Reti                                                                           | -6                                                                             |                                                                                |

| Cronologia completa delle presenze e delle reti in nazionale ― Spagna under 19 | Cronologia completa delle presenze e delle reti in nazionale ― Spagna under 19 | Cronologia completa delle presenze e delle reti in nazionale ― Spagna under 19 | Cronologia completa delle presenze e delle reti in nazionale ― Spagna under 19 | Cronologia completa delle presenze e delle reti in nazionale ― Spagna under 19 | Cronologia completa delle presenze e delle reti in nazionale ― Spagna under 19 | Cronologia completa delle presenze e delle reti in nazionale ― Spagna under 19 | Cronologia completa delle presenze e delle reti in nazionale ― Spagna under 19 |
| Data                                                                           | Città                                                                          | In casa                                                                        | Risultato                                                                      | Ospiti                                                                         | Competizione                                                                   | Reti                                                                           | Note                                                                           |
| ------------------------------------------------------------------------------ | ------------------------------------------------------------------------------ | ------------------------------------------------------------------------------ | ------------------------------------------------------------------------------ | ------------------------------------------------------------------------------ | ------------------------------------------------------------------------------ | ------------------------------------------------------------------------------ | ------------------------------------------------------------------------------ |
| 12-2-2019                                                                      | Marbella                                                                       | Spagna under 19                                                                | 2 – 0                                                                          | Azerbaigian under 19                                                           | Amichevole                                                                     | -                                                                              |                                                                                |
| 23-3-2019                                                                      | Hardenberg                                                                     | Spagna under 19                                                                | 5 – 1                                                                          | Galles under 19                                                                | Qual. Europeo Under-19 2019                                                    | -1                                                                             |                                                                                |
| 26-3-2019                                                                      | Hardenberg                                                                     | Paesi Bassi under 19                                                           | 0 – 1                                                                          | Spagna under 19                                                                | Qual. Europeo Under-19 2019                                                    | -                                                                              | 90’                                                                            |
| 14-7-2019                                                                      | Erevan                                                                         | Armenia under 19                                                               | 1 – 4                                                                          | Spagna under 19                                                                | Europeo Under-19 2019 - 1º turno                                               | -1                                                                             |                                                                                |
| 17-7-2019                                                                      | Erevan                                                                         | Portogallo under 19                                                            | 1 – 1                                                                          | Spagna under 19                                                                | Europeo Under-19 2019 - 1º turno                                               | -1                                                                             |                                                                                |
| 20-7-2019                                                                      | Erevan                                                                         | Spagna under 19                                                                | 2 – 1                                                                          | Italia under 19                                                                | Europeo Under-19 2019 - 1º turno                                               | -1                                                                             |                                                                                |
| 24-7-2019                                                                      | Erevan                                                                         | Francia under 19                                                               | 0 – 0 (3 – 4 dtr)                                                              | Spagna under 19                                                                | Europeo Under-19 2019 - Semifinale                                             | -                                                                              |                                                                                |
| 27-7-2019                                                                      | Erevan                                                                         | Portogallo under 19                                                            | 0 – 2                                                                          | Spagna under 19                                                                | Europeo Under-19 2019 - Finale                                                 | -                                                                              |                                                                                |
| 4-9-2019                                                                       | San Pedro del Pinatar                                                          | Spagna under 19                                                                | 1 – 1                                                                          | Germania under 19                                                              | Amichevole                                                                     | -1                                                                             | Cap.                                                                           |
| 8-10-2019                                                                      | Belgrado                                                                       | Spagna under 19                                                                | 2 – 0                                                                          | Lituania under 19                                                              | Qual. Europeo Under-19 2020                                                    | -                                                                              | Cap.                                                                           |
| 11-10-2019                                                                     | Belgrado                                                                       | Spagna under 19                                                                | 1 – 0                                                                          | Romania under 19                                                               | Qual. Europeo Under-19 2020                                                    | -                                                                              | Cap. 89’                                                                       |
| 15-1-2020                                                                      | Madrid                                                                         | Spagna under 19                                                                | 1 – 1                                                                          | Italia under 19                                                                | Amichevole                                                                     | -1                                                                             | Cap. 46’                                                                       |
| 26-2-2020                                                                      | San Pedro del Pinatar                                                          | Spagna under 19                                                                | 1 – 1                                                                          | Danimarca under 19                                                             | Amichevole                                                                     | -1                                                                             | Cap. 46’                                                                       |
| Totale                                                                         |                                                                                | Presenze                                                                       | 13                                                                             |                                                                                | Reti                                                                           | -7                                                                             |                                                                                |

## Palmàres

### Club

#### Competizioni nazionali
- Coppa di Spagna: 1

Barcellona: 2020-2021
- Supercoppa di Spagna: 1

Barcellona: 2023
- Campionato spagnolo: 1

Barcellona: 2022-2023
- Supercoppa francese: 1

Paris Saint-Germain: 2023, 2024
- Campionato francese: 2

Paris Saint-Germain: 2023-2024, 2024-2025
- Coppa di Francia: 2

Paris Saint-Germain: 2023-2024, 2024-2025

#### Competizioni internazionali
- UEFA Champions League: 1

Paris Saint-Germain: 2024-2025
- Supercoppa UEFA: 1

Paris Saint-Germain: 2025

### Nazionale
- Campionato d'Europa Under-19: 1

Armenia 2019
- Giochi del Mediterraneo: 1

 Tarragona 2018
- Oro olimpico: 1

Parigi 2024